# Dorothy Parker
Dorothy Parker (Long Branch, 22 augustus 1893 – New York, 7 juni 1967) was een Amerikaans schrijfster, die bekendstond om haar scherpe pen. Zij vestigde in de jaren twintig haar reputatie met vooral korte verhalen, waarin ze met meedogenloze spot haar omgeving beschreef. Op latere leeftijd vond ze ook erkenning als Hollywoodscenarist.

## Intro
Parkers columns en vooral haar recensies werden bewonderd en gevreesd om haar arrogante, cynische schrijfstijl. Samen met andere New Yorkse leden van de roemruchte Algonquin Round Table lunchte ze tussen 1919 en 1929 bijna dagelijks in het Algonquin Hotel. De geestige opmerkingen die deze schrijvers, critici en acteurs daar maakten, werden door een aantal van hen verwerkt in krantencolumns en bereikten zo een breed publiek. Als dichter werd ze vaak uitgenodigd om feestjes op te luisteren met haar korte, cynische gedichten. Heel beroemd was haar gedicht "Résumé" uit haar bundel Enough Rope, waarin de dreiging van het verliezen van liefde en de hypocrisie en de dwaasheid van romantisch jargon centraal staan. Dit gedicht laat iets van haar complexe persoonlijkheid zien. Geestig aan de buitenkant, wanhopig en twijfelend aan de binnenkant:
| Résumé "Razors pain you Rivers are damp Acids stain you And drugs cause cramp. Guns aren't lawful Nooses give Gas smells awful You might as well live." | Letterlijke vertaling "Scheermesjes doen pijn Rivieren zijn nat Zuur maakt vlekken Van drugs krijg je kramp. Wapens zijn illegaal Stroppen schieten los Gas ruikt walgelijk Je kunt eigenlijk beter blijven leven." |

Parker leed aan depressies. Ze deed een aantal zelfmoordpogingen, maar stierf ten slotte op haar 73e jaar aan een hartaanval.

## Leven en werk
Dorothy Rothschild was de dochter van Henry Rothschild en Eliza Marston. Ze studeerde in New York aan The Convent of the Blessed Sacrament. Haar eerste bijdragen leverde ze aan het tijdschrift Vogue, waarna ze hoofdzakelijk als freelance journaliste werkte en kritieken, korte verhalen, luchtige verzen en toneel schreef. Ze werd recensente bij Vanity Fair en ontmoette haar vriend Robert Benchley in het Algonquin Hotel. In 1919 huwde ze Edwin Pond Parker, wiens naam ze zou behouden, ook al was het huwelijk niet zo gelukkig. Ze scheidde van hem in 1928. Vanaf oktober 1927 kwam ze aan de kost als de New Yorkse boekrecensente van Constant Reader. Ook haar gedichten hadden succes en werden eerst in tijdschriften, nadien in vier delen uitgegeven: Enough Rope (1926), Sunset Gun (1928), Death and Taxes (1931) en Not so Deep as a Well (1936). Enough Rope werd een bestseller. Laments for the Living (1930) en Here Lies (1939) zijn bundelingen van korte verhalen.
In 1933 huwde Parker met acteur Alan Campbell. Een jaar later tekenden ze een contract als scenarioschrijvers in Hollywood. Ondanks een miskraam in 1935 en een tijdelijke scheiding hield het huwelijk uiteindelijk stand. Ze zou bij Campbell blijven tot aan zijn dood in 1963. Parker zelf stierf enkele jaren later. Ze had beschikt dat haar nalatenschap toekwam aan de National Association for the Advancement of Colored People.

### Algonquin Table

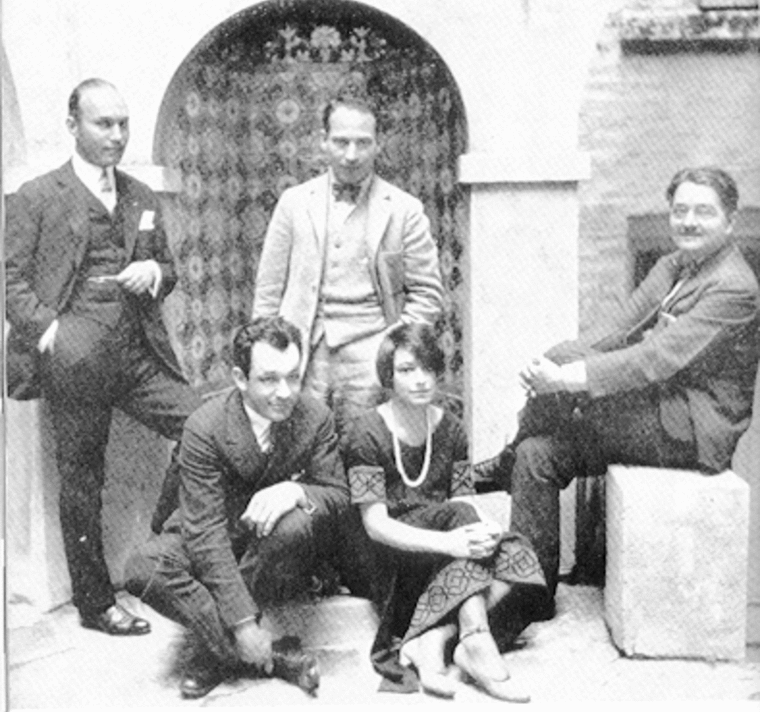
Dorothy Parker met andere leden van de Algonquin Round Table. Staand, van links naar rechts: Art Samuels, Harpo Marx (als gast); zittend: Charles MacArthur, Dorothy Parker en Alexander Woollcott.

Parker begon haar loopbaan als theaterrecensent bij het tijdschrift Vanity Fair. Ze begon er in 1918 als invalkracht voor P.G. Wodehouse die op vakantie ging. Op de redactie maakte ze kennis met Robert Benchley, die later een goede vriend van haar zou worden, en E. Sherwood. Het trio maakte er een traditie van om bijna dagelijks te gaan lunchen in het Algonquin Hotel; ze richtten zo de Algonquin Round Table op. Aan deze ronde tafel namen ook Franklin Pierce Adams en Alexander Woollcott plaats, de columnisten van de krant. Ze namen vaak de gevatte uitspraken van Parker op in hun columns. Vooral via Adams' column The Conning Tower kreeg Parker op die manier vrij snel nationale bekendheid.

### The New Yorker
Parkers bijtende humor als critica was aanvankelijk populair, maar uiteindelijk maakte Vanity Fair in 1920 een einde aan de samenwerking, omdat Parker met haar kritieken vaak machtige producenten beledigde. Uit solidariteit namen zowel Benchley als Sherwood ontslag.
Toen Harold Ross in 1925 The New Yorker oprichtte, traden Parker en Benchley op zijn verzoek toe tot van de raad van bestuur, ingesteld om de investeerders gerust te stellen. Parkers eerste stuk voor het blad verscheen in de tweede editie. Ze werd al snel beroemd om haar korte, venijnig humoristische gedichten. Thema's die steeds weer opduiken zijn het stuklopen van (haar eigen) relaties, haar verbitterde visie op romantiek en de aantrekkingskracht van zelfmoord vanwege de zinloosheid van het bestaan.

### Grootste successen
Haar productiefste en succesrijkste periode was die van 1925-1940. In de jaren twintig alleen al publiceerde ze zo'n 300 gedichten in Vanity Fair, Vogue, The Conning Tower en The New Yorker. Haar werk verscheen ook in Life, McCall's en The New Republic.
Parker publiceerde in 1926 haar eerste poëziebundel, Enough Rope, een verzameling van eerder gepubliceerd werk, samen met nieuw materiaal. Er werden van de gedichtenbundel 47.000 exemplaren verkocht en ook de recensies, van onder meer New York World en The Nation, waren enthousiast. Parker bracht nog twee volgende poëziebundels uit: Sunset Gun in 1928, en Death and Taxes in 1931.
In 1930 werd een verzameling korte verhalen van haar gepubliceerd onder de titel Laments for the Living. Met het bekendste verhaal uit die bundel, Big Blonde, had Parker het jaar voordien de O. Henry Award for Fiction gewonnen. Het sterk autobiografische verhaal gaat over Hazel Morse, die na een mislukt huwelijk en een aantal oppervlakkige relaties troost in de drank zoekt en een reeks mislukte zelfmoordpogingen onderneemt. Not So Deep as a Well uit 1936 bevatte veel eerder gebruikt materiaal uit Rope, Gun and Death. In 1939 verscheen een heruitgave van haar fictie onder de titel Here Lies.